# Église Saint-Second de Magnano
L’église Saint-Second (italien : chiesa di San Secondo ; piémontais : cesa ëd San Sgond) de Magnano se trouve dans un grand espace au pied de la Serra d'Ivrea, près de la communauté monastique de Bose, dans la commune de Magnano. C'est un de plus intéressants exemples d'architecture romane de la province de Biella et du Canavais.

## Histoire et architecture
Une ancienne église a précédé celle actuelle Saint-Second, probablement construite par les bénédictins. Au XIe siècle, elle est agrandie jusqu'à sa taille actuelle. Son architecture est typiquement romane avec une façade à pignons et trois nefs. La nef centrale et celle de gauche se terminent avec une abside à fenêtre étroite. L'absidiole de la nef droite a été détruite pour permettre la construction du campanile.
L'intérieur, avec ses trois nefs séparées par des piliers rectangulaires, est à arcs en plein cintre et le plafond est à charpente apparente. Au fond de la nef de droite, sur la paroi du côté campanile, se trouve une  fresque des XIIIe et XIVe siècles représentant la Crucifixion avec la Vierge et saint Jean.
Originairement, l'église était bâtie près de l'ancien village de Magnano, mais, à la fin du XIVe siècle le village fut déplacé à son emplacement actuel. Au début du XVIIe siècle, l'église paroissiale devint la nouvelle église Santa Marta, et il n'y avait plus de raison de préserver l'ancien bâtiment roman. Par conséquent, en 1606, il est décidé de démolir Saint-Second pour réutiliser les pierres afin de construire la nouvelle église. Les fidèles, cependant, s'y opposèrent et obtinrent que Saint-Second reste consacré et des décorations baroques sont réalisées. Pendant le XIXe siècle l'église est de nouveau abandonnée et, il faut attendre 1968, pour que la Province de Verceil fasse restaurer le bâtiment en lui redonnant son style original roman.

## Galerie

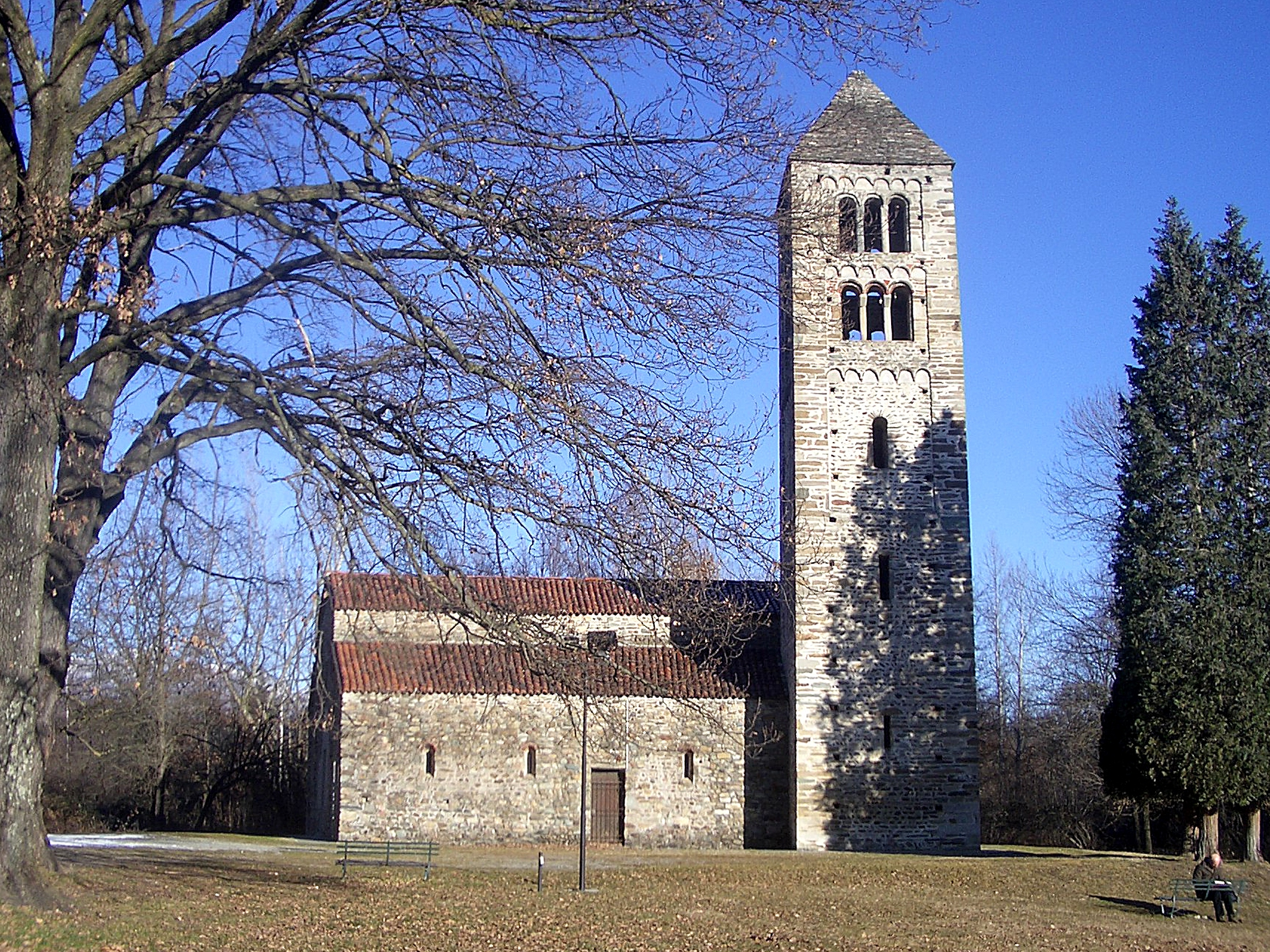
Le campanile.
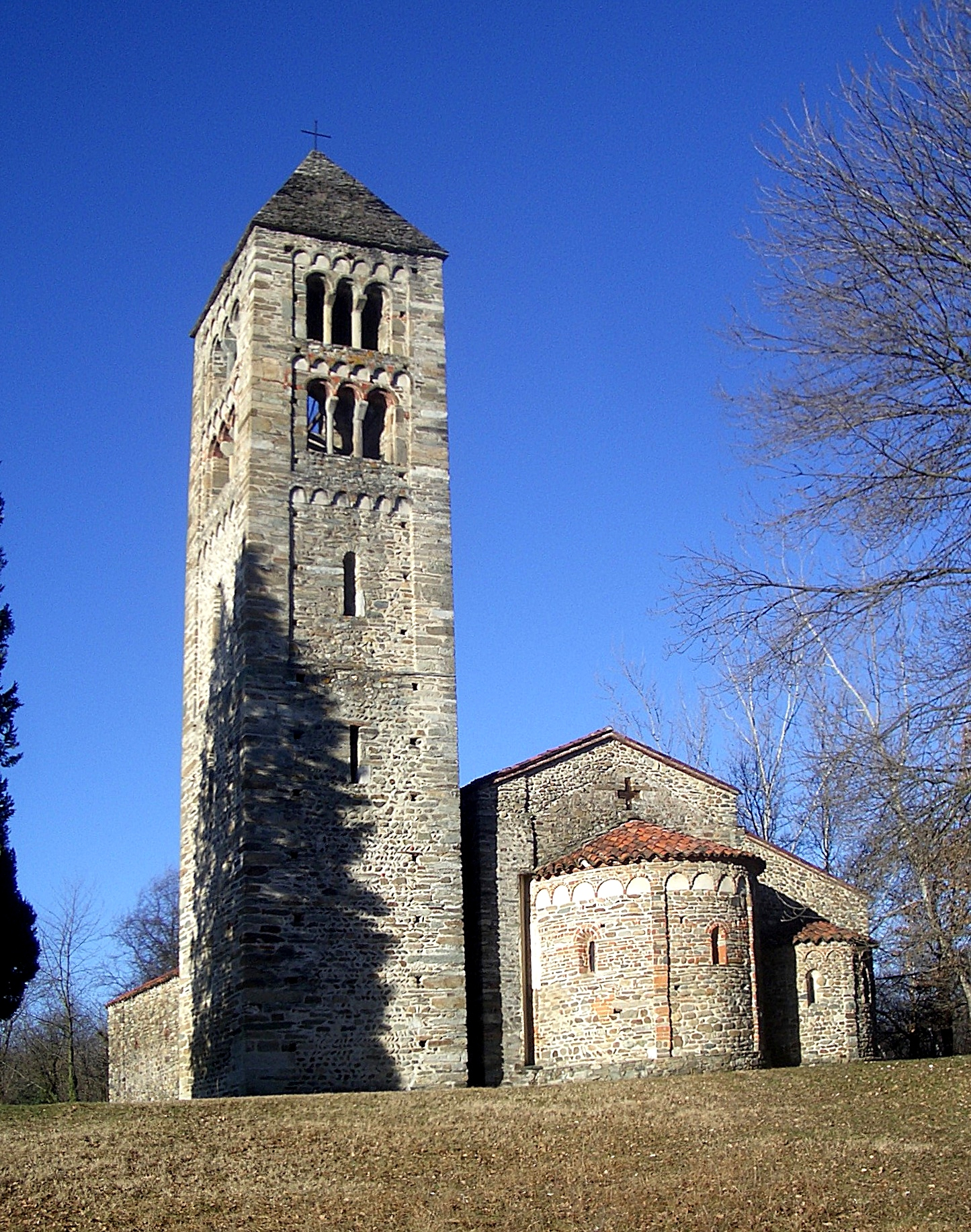
Le campanile et le chevet asymétrique.
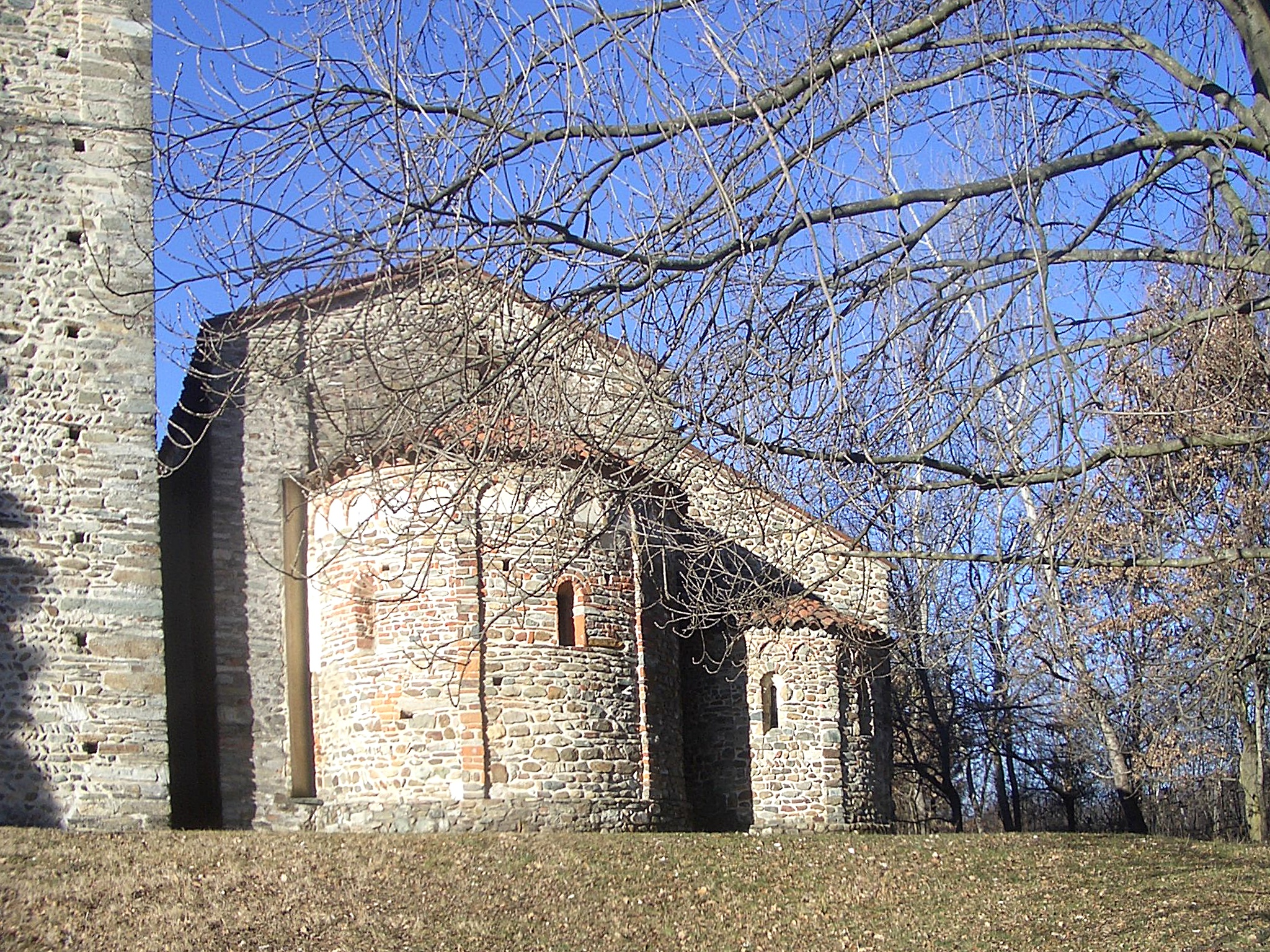
Le chevet.